# Seul
Seul (pronunție românească: [seul]; în coreeană: 서울 , pronunție coreeană: [sʌ.ul], Seoul Teukbyeolsi; oficial Orașul Special Seul) este cel mai mare oraș și capitala Coreei de Sud de peste 600 de ani. De la stabilirea Republicii Coreea (cunoscută mai degrabă cu numele de Coreea de Sud) în 1948, a fost capitala acestei țări, cu excepția unei scurte perioade de timp în timpul Războiului Coreei. Este situat în nord-vestul țării, sub linia de demarcație, pe râu Han. Este singurul oraș din Coreea de Sud fără transcriere în hanja.
Zona Națională a Capitalei Seul, ce include metropola Incheon și majoritatea provinciei Gyeonggi, are 25,6 milioane de locuitori, fiind a doua cea mai mare zonă metropolitană din lume. Peste jumătate din populația Coreei de Sud trăiește în Zona Națională a Capitalei Seul și aproape un sfert în orașul Seul, făcându-l cel mai puternic centru economic, politic și cultural sud-coreean.
Cu aproximativ 10 milioane de locuitori, orașul Seul este unul dintre cele mai populate orașe din lume. Astfel, conform unei analize realizată de Global Demographic, ce a vizat nivelul de creștere a populației și densitatea locuitorilor, în 2016 Seul a fost pe locul al treilea în lume (după Tokio și Jakarta). De asemenea, o analiză publicată de Culture Trip în 2016, arată că marea metropolă face parte din primele zece cele mai moderne orașe din lume. Densitatea sa a permis să devină orașul cu cele mai multe conexiuni digitale din economia globală. Are peste 1 milion de vehicule înregistrate, care cauzează câteva blocaje de trafic izolate, după miezul nopții.
Orașul Seul este așezat pe râul Han în centrul peninsulei Coreea și a fost întemeiat în anul 18 î.Hr., când Baekje, unul din cele trei regate ale Coreei, și-a stabilit capitala pe locul Seulului de sud-est de azi. Apoi, orașul a devenit capitală în timpul dinastiei Joseon și Imperiului Coreean. Zona Națională a Capitalei Seul găzduiește patru locuri din patrimoniul UNESCO: palatul Changdeokgung, fortăreața Hwaseong, templul Jongmyo și Mormintele Regale ale Dinastiei Joseon.
Seul este considerat un oraș global, fiind al nouălea în Indexul Orașelor Globale din 2008. A găzduit Jocurile Olimpice de vară în anul 1988 și Campionatul Mondial de Fotbal din 2002. În Seul se află sediile principale ale multinaționalelor Samsung, LG și Hyundai.

## Numele orașului

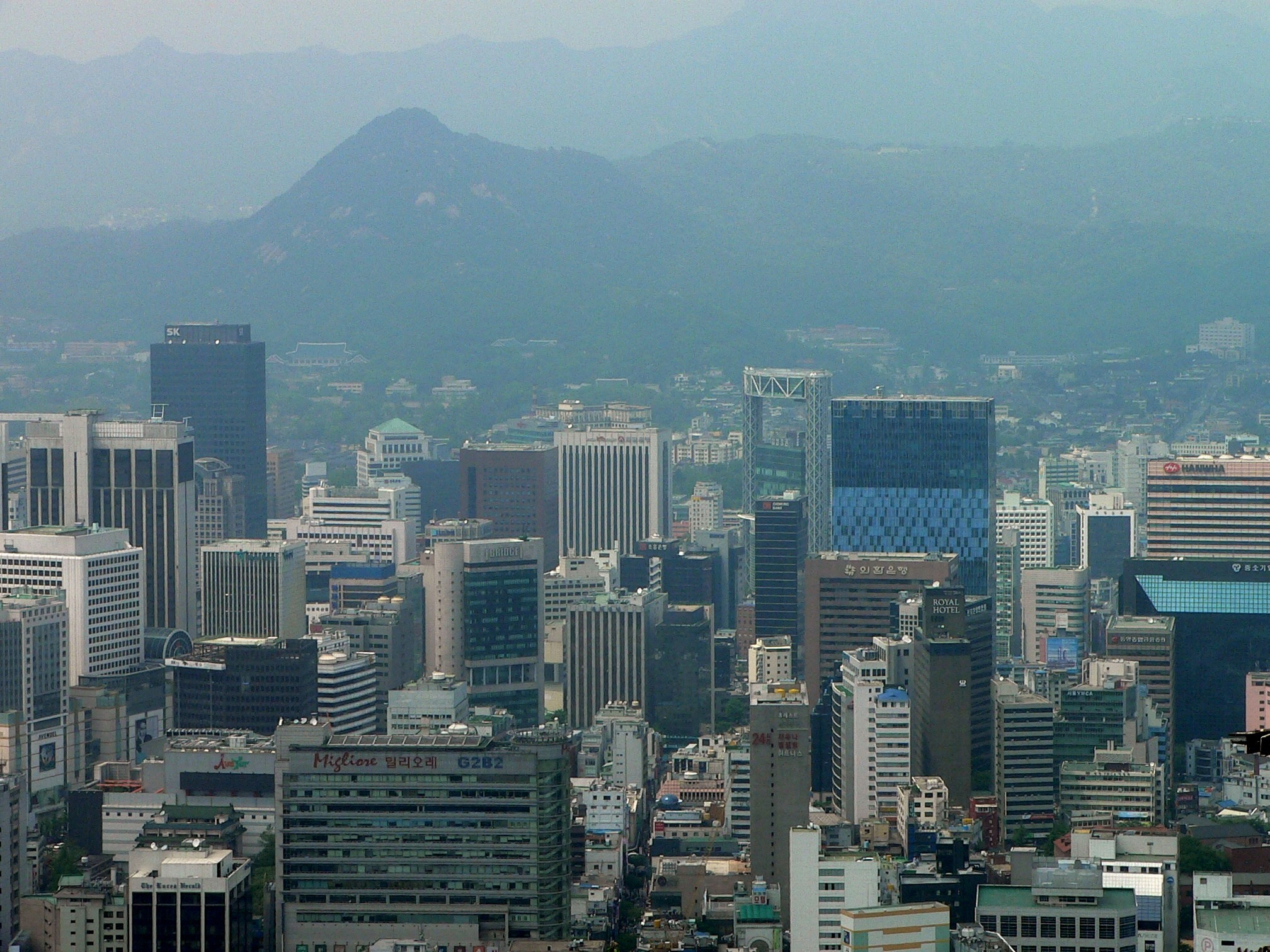
Centrul comercial din Seul

De-a lungul timpului, Seulul a purtat numele de Wirye-seong(위례성; 慰禮城, în era Baekje), Hanju (한주; 漢州, în era Silla), Namgyeong (남경; 南京, în era Goryeo), Hanyang (한양; 漢陽, în timpul dinastiei Joseon), Gyeongseong (경성; 京城, timpul ocupației japoneze). Numele său actual își are originile în cuvântul coreean pentru capitală, despre care se crede că e un derivat al cuvântului Seorabeol (서라벌; 徐羅伐), care inițial se referea la Gyeongju, capitala regatului Silla.
Spre deosebire de majoritatea locurilor din Coreea, Seulul nu are corespondent în hanja (caractere chinezești utilizate în limba coreeană). Pe 18 ianuarie 2005, conducerea Seulului a schimbat oficial numele Seulului în limba chineză în Shou'er (chineză simplificată: 首尔; chineză tradițională: 首爾; pinyin: shǒu'ěr) din cel istoric Hanseong (chineză simplificată: 汉城; chineză tradițională: 漢城; pinyin: hànchéng), care rămâne însă a fi în uz comun.

## Istorie
Colonizarea a început în Baekje, Wiryeseong, în 17 î.Hr. Se crede că locația Wiryeseongului e între granițele Seulului de azi, iar ruinele ar putea fi la Pungnap Toseong, sau Mongchon Toseong. A devenit capitala dinastiei Joseon în 1394. În perioada ocupării japoneze la începutul secolului al XX-lea, timp în carea fost numit Gyeongseong (경성; 京城; japoneză: Keijō), multe părți istorice și culturale ale Seulului au fost schimbate.  După obținerea independenței față de Japonia în 1945, coreenii au redenumit orașul Seul. În 1949, Seulul a fost separat de provincia Gyeonggi  și a primit statutul de "Seul, oraș special". În 1950, În timpul războiului coreean, Seulul a fost ocupat de trupe nord-coreene și orașul a fost aproape în întregime distrus. Orașul a fost recucerit de forțele ONU pe 14 martie 1951. De atunci, granițele orașului s-au extins treptat în diviziunile administrative apropiate: Gimpo, Goyang, și Shiheung.Granițele de azi au fost stabilite în 1995.
O mare parte din dezvoltare a fost datorată comerțului cu țări străine precum Franța și Statele Unite. De exemplu, Seoul Electric Company, Seul Electric Trolley Company  and Seul Fresh Spring Water Company  au fost toate întreprinderi comune coreene-americane. În 1904, un american numit Angus Hamilton a vizitat orașul și a spus: "Străzile din Seul sunt magnifice, spațioase, curate, admirabil făcute și bine drenate. Liniile înguste și murdare au fost lărgite, jgheaburile au fost acoperite, Seul  se află la o distanță măsurabilă de a deveni cel mai mare, mai interesant și mai curat oraș din est ".
După tratatul de anexare corelat în 1910, Imperiul Japoniei a anexat Coreea și a redenumit orașul Gyeongseong ("Gyeongseong" în coreeană și "Keijo" în japoneză). Tehnologia japoneză a fost importată, zidurile cetății au fost îndepărtate, unele porți demolate. Drumurile au devenit pavate și au fost construite clădiri în stil occidental. Orașul a fost eliberat la sfârșitul celui de-al Doilea Război Mondial.
În 1945, orașul a fost numit oficial Seul și a fost desemnat ca oraș special în 1949.

## Geografie

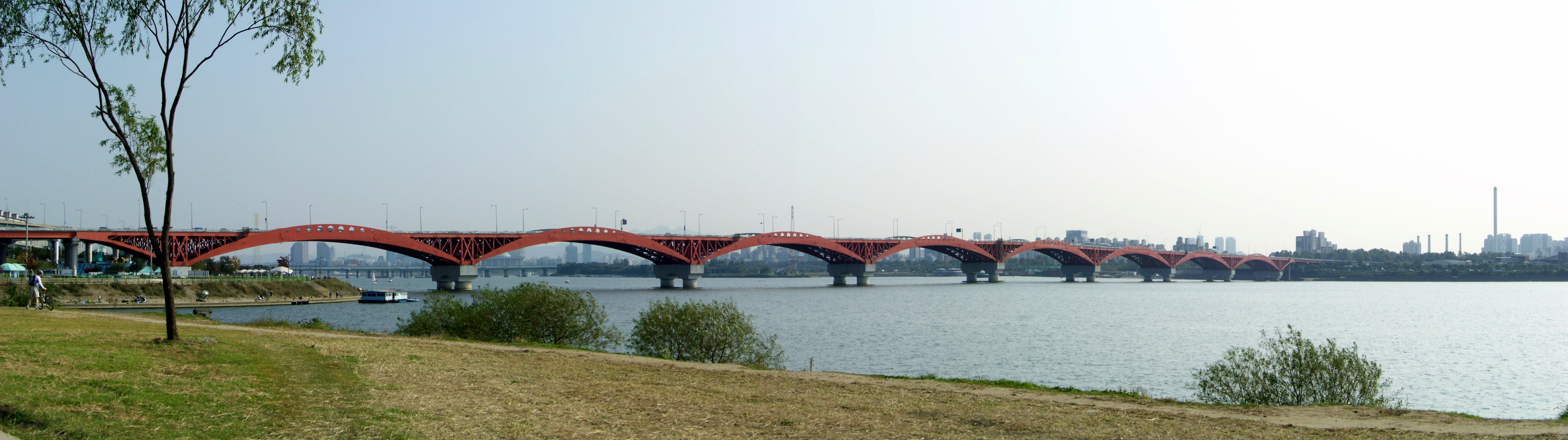
Râul Han

Seulul se află în regiunea de nord-vest a Coreei de Sud. Are o suprafață de 605.25 km², cu o rază de 15 km, fiind împărțit de râul Han în partea de nord și cea de sud. Râul Han și împrejurimile lui au jucat un rol important în istoria Coreei. Cele trei regate ale Coreei s-au luptat pentru acel pământ, unde râul era folosit ca rută de comerț cu China (prin Marea Galbenă). Însă râul nu mai este folosit ca rută de comerț, deoarece estuarul său este situat la granița dintre cele două Coree, unde civilii nu au acces. Granița orașului e reprezentată de opt munți.

### Climă
Seulul este la granița dintre climatul umed tropical și climatul temperat-continental. Verile sunt calde și umede, cu musonul Asiei de Est având loc din iunie până în iulie. August, cea mai caldă lună, are o temperatură medie de 22.1-29.5 grade Celsius, cu temperaturi mai mari posibile. Iernile sunt de obicei reci cu o temperatură medie în ianuarie de -6.1-1.6 grade Celsius și sunt în general uscate, cu o medie de 28 de zile de ninsoare pe an.
| Date climatice pentru Seoul (normale 1981–2010, extreme 1913–prezent) | Date climatice pentru Seoul (normale 1981–2010, extreme 1913–prezent) | Date climatice pentru Seoul (normale 1981–2010, extreme 1913–prezent) | Date climatice pentru Seoul (normale 1981–2010, extreme 1913–prezent) | Date climatice pentru Seoul (normale 1981–2010, extreme 1913–prezent) | Date climatice pentru Seoul (normale 1981–2010, extreme 1913–prezent) | Date climatice pentru Seoul (normale 1981–2010, extreme 1913–prezent) | Date climatice pentru Seoul (normale 1981–2010, extreme 1913–prezent) | Date climatice pentru Seoul (normale 1981–2010, extreme 1913–prezent) | Date climatice pentru Seoul (normale 1981–2010, extreme 1913–prezent) | Date climatice pentru Seoul (normale 1981–2010, extreme 1913–prezent) | Date climatice pentru Seoul (normale 1981–2010, extreme 1913–prezent) | Date climatice pentru Seoul (normale 1981–2010, extreme 1913–prezent) | Date climatice pentru Seoul (normale 1981–2010, extreme 1913–prezent) |
| Luna                                                                  | Ian                                                                   | Feb                                                                   | Mar                                                                   | Apr                                                                   | Mai                                                                   | Iun                                                                   | Iul                                                                   | Aug                                                                   | Sep                                                                   | Oct                                                                   | Nov                                                                   | Dec                                                                   | Anual                                                                 |
| --------------------------------------------------------------------- | --------------------------------------------------------------------- | --------------------------------------------------------------------- | --------------------------------------------------------------------- | --------------------------------------------------------------------- | --------------------------------------------------------------------- | --------------------------------------------------------------------- | --------------------------------------------------------------------- | --------------------------------------------------------------------- | --------------------------------------------------------------------- | --------------------------------------------------------------------- | --------------------------------------------------------------------- | --------------------------------------------------------------------- | --------------------------------------------------------------------- |
| Maxima medie °C (°F)                                                  | 1.5 (34,7)                                                            | 4.7 (40,5)                                                            | 10.4 (50,7)                                                           | 17.8 (64)                                                             | 23.0 (73,4)                                                           | 27.1 (80,8)                                                           | 28.6 (83,5)                                                           | 29.6 (85,3)                                                           | 25.8 (78,4)                                                           | 19.8 (67,6)                                                           | 11.6 (52,9)                                                           | 4.3 (39,7)                                                            | 17,0 (62,6)                                                           |
| Media zilnică °C (°F)                                                 | −2.4 (27,7)                                                           | 0.4 (32,7)                                                            | 5.7 (42,3)                                                            | 12.5 (54,5)                                                           | 17.8 (64)                                                             | 22.2 (72)                                                             | 24.9 (76,8)                                                           | 25.7 (78,3)                                                           | 21.2 (70,2)                                                           | 14.8 (58,6)                                                           | 7.2 (45)                                                              | 0.4 (32,7)                                                            | 12,5 (54,5)                                                           |
| Minima medie °C (°F)                                                  | −5.9 (21,4)                                                           | −3.4 (25,9)                                                           | 1.6 (34,9)                                                            | 7.8 (46)                                                              | 13.2 (55,8)                                                           | 18.2 (64,8)                                                           | 21.9 (71,4)                                                           | 22.4 (72,3)                                                           | 17.2 (63)                                                             | 10.3 (50,5)                                                           | 3.2 (37,8)                                                            | −3.2 (26,2)                                                           | 8,6 (47,5)                                                            |
| Minima istorică °C (°F)                                               | −22.5 (−8.5)                                                          | −19.6 (−3.3)                                                          | −14.1 (6,6)                                                           | −4.3 (24,3)                                                           | 2.4 (36,3)                                                            | 8.8 (47,8)                                                            | 12.9 (55,2)                                                           | 13.5 (56,3)                                                           | 3.2 (37,8)                                                            | −5.1 (22,8)                                                           | −11.9 (10,6)                                                          | −23.1 (−9.6)                                                          | −23,1 (−9,6)                                                          |
| Precipitații mm (inches)                                              | 20.8 (0.819)                                                          | 25.0 (0.984)                                                          | 47.2 (1.858)                                                          | 64.5 (2.539)                                                          | 105.9 (4.169)                                                         | 133.2 (5.244)                                                         | 394.7 (15.539)                                                        | 364.2 (14.339)                                                        | 169.3 (6.665)                                                         | 51.8 (2.039)                                                          | 52.5 (2.067)                                                          | 21.5 (0.846)                                                          | 1.450,5 (57,106)                                                      |
| Umiditate [%]                                                         | 59.8                                                                  | 57.9                                                                  | 57.8                                                                  | 56.2                                                                  | 62.7                                                                  | 68.1                                                                  | 78.3                                                                  | 75.6                                                                  | 69.2                                                                  | 64.0                                                                  | 62.0                                                                  | 60.6                                                                  | 64,4                                                                  |
| Nr. de zile cu precipitații (≥ 0.1 mm)                                | 6.5                                                                   | 5.8                                                                   | 7.4                                                                   | 7.8                                                                   | 9.0                                                                   | 9.9                                                                   | 16.3                                                                  | 14.6                                                                  | 9.1                                                                   | 6.3                                                                   | 8.7                                                                   | 7.4                                                                   | 108,8                                                                 |
| Ore însorite                                                          | 160.3                                                                 | 163.3                                                                 | 189.0                                                                 | 205.0                                                                 | 213.0                                                                 | 182.0                                                                 | 120.0                                                                 | 152.5                                                                 | 176.2                                                                 | 198.8                                                                 | 153.2                                                                 | 152.6                                                                 | 2.066,0                                                               |
| Sursă: Korea Meteorological Administration                            |                                                                       |                                                                       |                                                                       |                                                                       |                                                                       |                                                                       |                                                                       |                                                                       |                                                                       |                                                                       |                                                                       |                                                                       |                                                                       |

## Diviziuni administrative

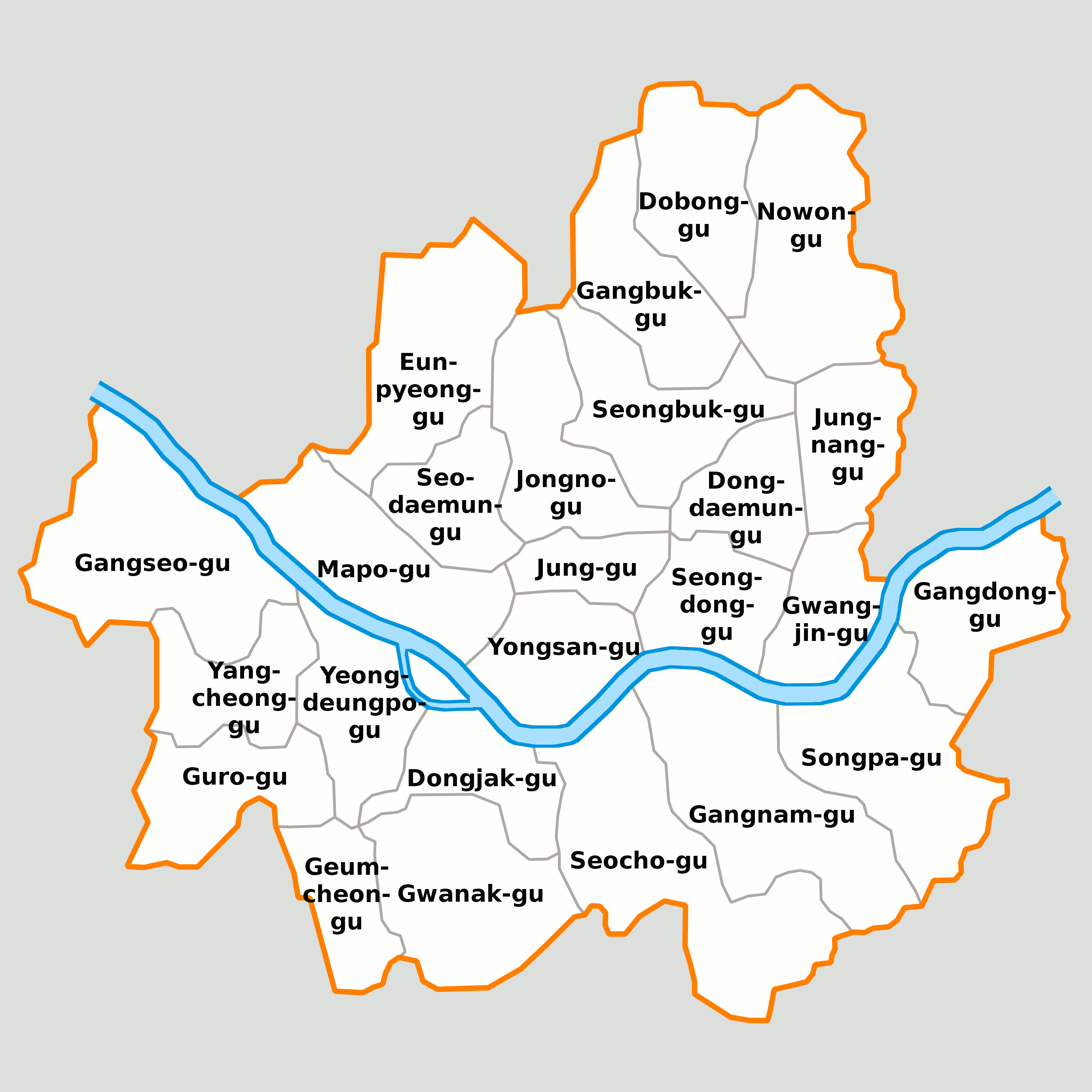
Harta cu districtele Seulului

Seulul este împărțit în 25 de gu(구; 區) (district). Gu-urile variază ca dimensiune (de la 10 la 47 km²) și populație (de la mai puțin de 140,000 la 630,000). Songpa e districtul cel mai populat, iar Seocho, cel mai mare. Guvernarea fiecărui gu are multe funcții îndeplinite și de guvernări ale orașelor în alte jurisdicții. Fiecare gu este împărțit în mai multe dong(동; 洞) sau vecinătăți. Unele gu au puține dong în timp ce altele, precum Jongno-gu, au un număr foarte mare. În total, există 552 dong-uri(행정동). Dong-urile sunt împărțite la rândul lor într-un total de 13.787 tong(통; 統), acestea fiind și ele împărțite într-un total de  102.796 ban.
| - Dobong-gu (도봉구; 道峰區) - Dongdaemun-gu (동대문구; 東大門區) - Dongjak-gu (동작구; 銅雀區) - Eunpyeong-gu (은평구; 恩平區) - Gangbuk-gu(강북구; 江北區) - Gangdong-gu (강동구; 江東區) - Gangnam-gu (강남구; 江南區) - Gangseo-gu, (강서구; 江西區) - Geumcheon-gu (금천구; 衿川區) - Guro-gu(구로구; 九老區) - Gwanak-gu (관악구; 冠岳區) - Gwangjin-gu(광진구; 廣津區) - Jongno-gu (종로구; 鍾路區) | - Jung-gu, (중구; 中區) - Jungnang-gu(중랑구; 中浪區) - Mapo-gu (마포구; 麻浦區) - Nowon-gu(노원구; 蘆原區) - Seocho-gu (서초구; 瑞草區) - Seodaemun-gu (서대문구; 西大門區) - Seongbuk-gu(성북구; 城北區) - Seongdong-gu(성동구; 城東區) - Songpa-gu(송파구; 松坡區) - Yangcheon-gu (양천구; 陽川區) - Yeongdeungpo-gu (영등포구; 永登浦區) - Yongsan-gu (용산구; 龍山區) |

## Personalități marcante
- Hwang Dong-hyuk (n. 1971), regizor;
- Chun Jung-myung (n. 1980), actor;
- Lee Chae-rin (n. 1991), cântăreață;
- Bae Jin-young (n. 2000), cântăreț;
- Niki Yang (n. 1985), actriță coreano-americană.